# Sobotín – domov důchodců
Přírodní památka Sobotín – domov důchodců se nachází v půdním prostoru nad prádelnou v komplexu domova důchodců, tzv. Diakonie, v centrální částí obce Sobotín v blízkosti říčky Merty. Předmětem ochrany je biotop vrápence malého (Rhinolophus hipposideros). Přírodní památka je zároveň evropsky významnou lokalitou Natura 2000. Dlouhodobým cílem péče je zachovat existenci letní kolonie vrápence malého, počet netopýrů tohoto druhu se zde odhaduje na 20 až 169. Při průzkumu v roce 2012 zde bylo napočítáno 34 netopýrů velkých (Myotis myotis).